# Palle Brunius
Palle Brunius (Stoccolma, 5 novembre 1909 – Stoccolma, 15 maggio 1976) è stato un attore svedese, attivo come attore bambino dal 1918 al 1925 (tra i 9 e i 16 anni d'età) e quindi come attore di teatro e, dal 1957 al 1966, direttore dei programmi teatrali della Sveriges Radio.

## Biografia
Paul Gomer "Palle" Brunius nasce a Stoccolma nel 1909. Figlio degli attori e registi John W. Brunius e Pauline Brunius è avviato giovanissimo dai genitori alla carriera attoriale, prendendo parte a una decina di film diretti dal padre o dalla madre. Con Gösta Alexandersson e Lauritz Falk, è tra i principali attori bambini del cinema muto svedese. Anche la sorella minore Anne-Marie Brunius sarà precoce attrice di cinema e teatro.
Negli anni trenta Palle Brunius continua la sua carriera di attore di teatro, ma al cinema gli si offre solo l'occasione nel 1934 di una parte di supporto, ancora in un film diretto dal padre.
Lavora ora soprattutto alla Sveriges Radio, di cui, dal 1957 al 1966, sarà direttore dei programmi teatrali.
Muore nel 1976 a Stoccolma, all'età di 66 anni. È sepolto al Galärvarvkyrkogården di Stoccolma, assieme alla madre e alla sorella.

## Filmografia
- Mästerkatten i stövlar, regia di John W. Brunius (1918)
- Synnöve Solbakken, regia di John W. Brunius (1919)
- Trollsländan, regia di Pauline Brunius (1920)
- Ombytta roller, regia di Pauline Brunius (1920)
- Gyurkovicsarna, regia di John W. Brunius (1920)
- Ryggskott, regia di Pauline Brunius (1921)
- Lev livet leende, regia di Pauline Brunius (1921)
- Herr Vinners stenåldersdröm, regia di Pauline Brunius (1924)
- Karl XII, regia di John W. Brunius (1925)
- Karl XII, del II, regia di John W. Brunius (1925)
- Havets melodi, regia di John W. Brunius (1934)